# Église Saint-Denis de Lichères
L'église Saint-Denis est une église catholique située à Lichères, en France.

## Localisation
L'église est située dans le département français de la Charente, sur la commune de Lichères.

## Historique
Le prieuré Saint-Denis et l'église paroissiale de Lichères dépendaient de l'abbaye Saint-Sauveur de Charroux (Vienne).
L'édifice actuel fut élevé au début du XIIe siècle, peut-être vers 1130, et présente une architecture romane de qualité, mais non dénuée de certains archaïsmes. Les files de colonnes employées dans la nef sont assez rares, et s'apparentent à l'architecture antique, tandis que l'austérité des chapiteaux sculptés évoque plutôt la sculpture poitevine et charentaise de la fin du XIe siècle.
Dans un pouillé du XVe siècle, il est indiqué que ce prieuré comptait trois religieux et un ancien pour supérieur.
L'évêque d'Angoulème supprime le prieuré en 1714, et transfère ses revenus au séminaire diocésain.
La tour de croisée s'écroule en 1752, emportant avec elle la coupole et une partie du transept nord.
Une grande restauration de 1907 à 1909 entreprend d'importants travaux afin de rendre une certaine cohérence au bâtiment.
L'édifice est classé au titre des monuments historiques en 1903.

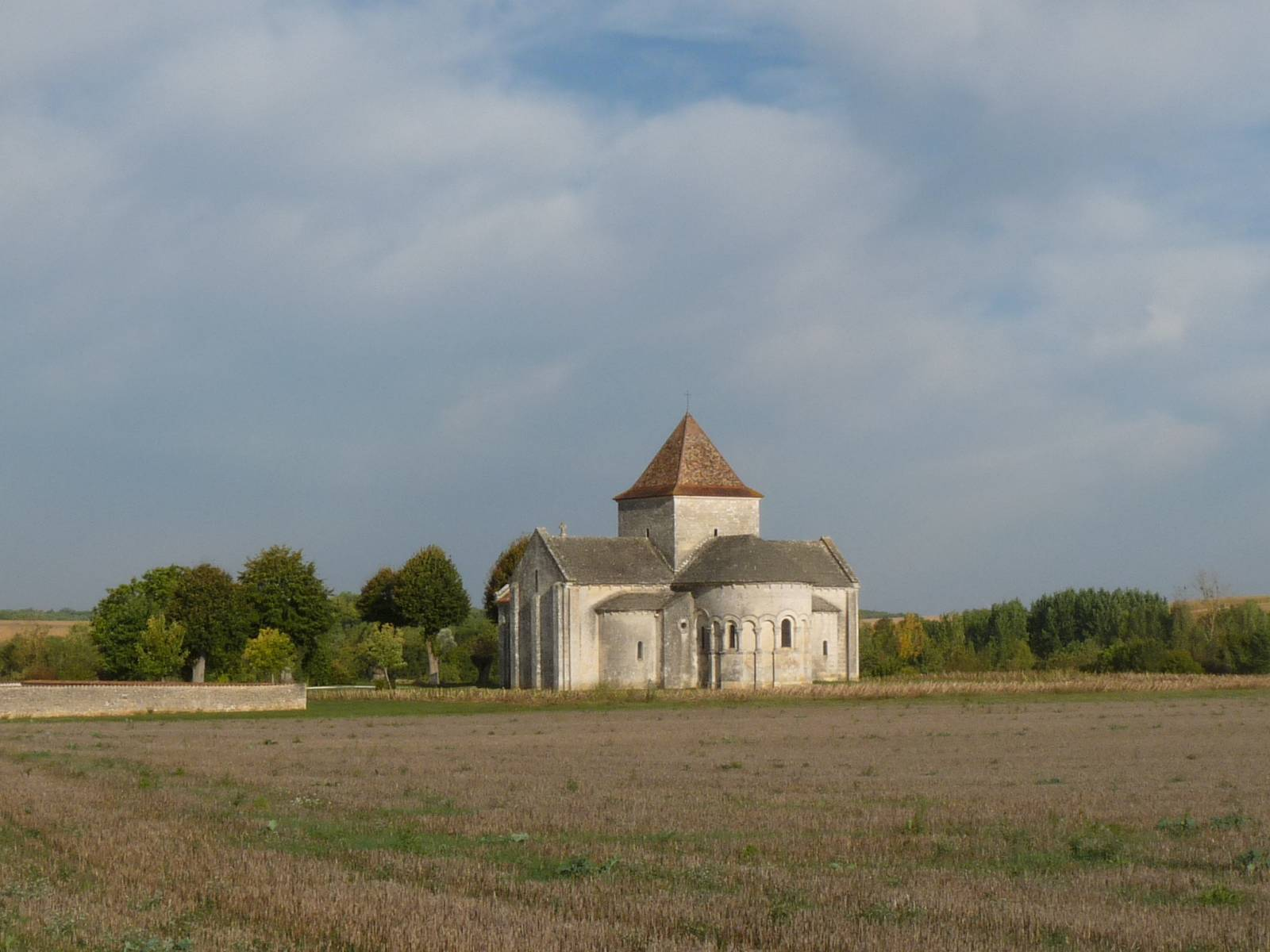
L'église isolée.
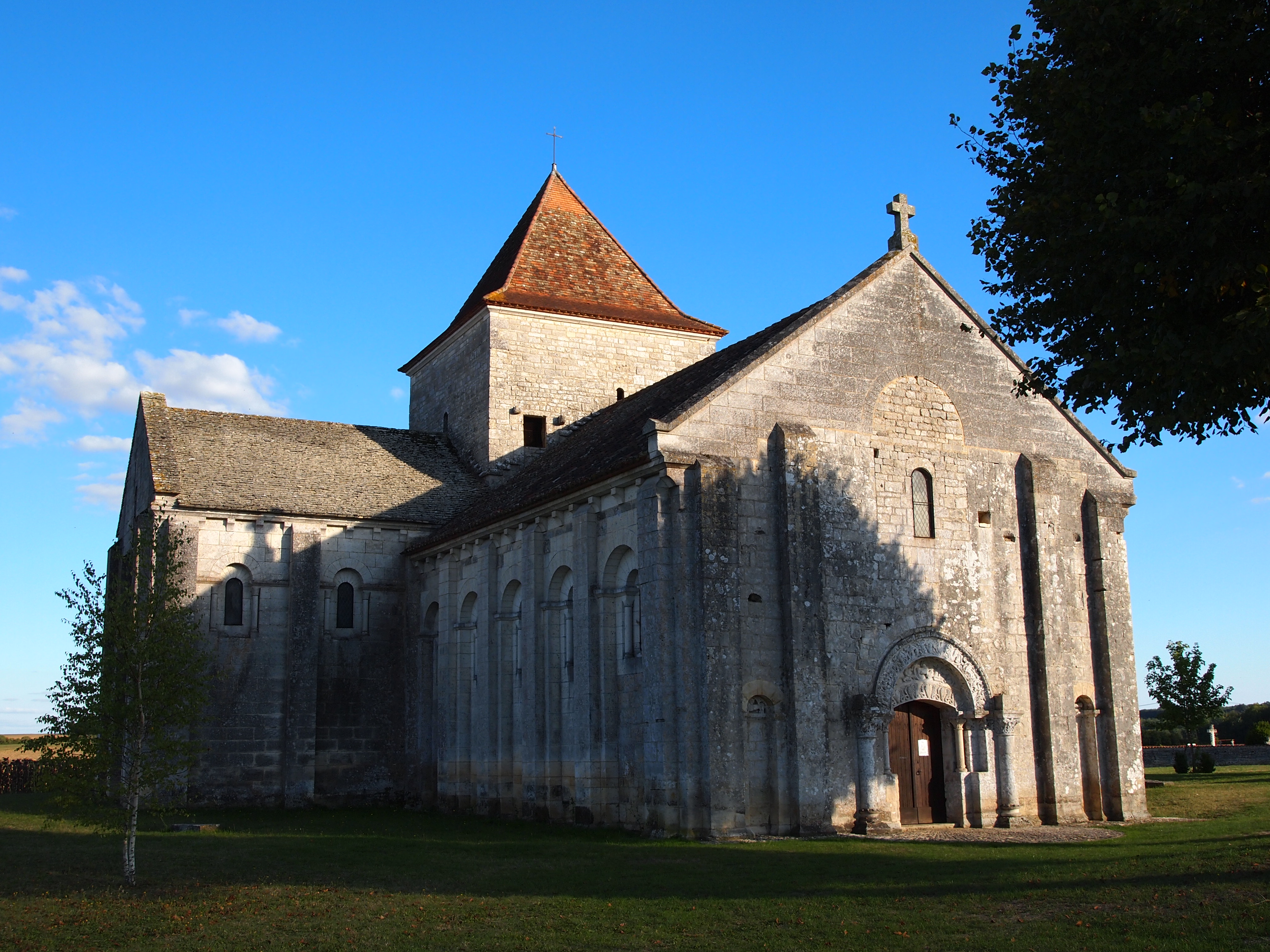
La façade.
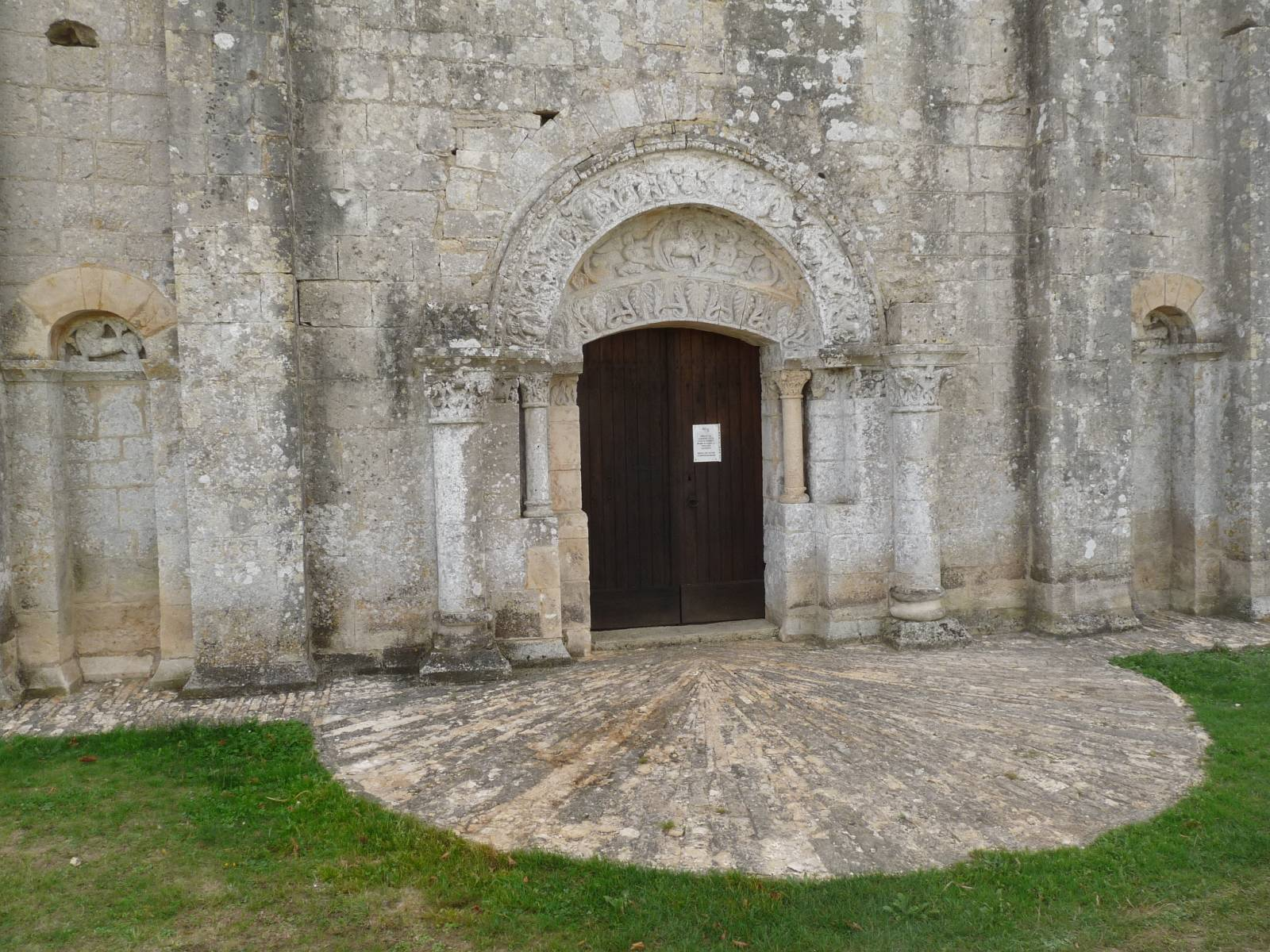
Le parvis.
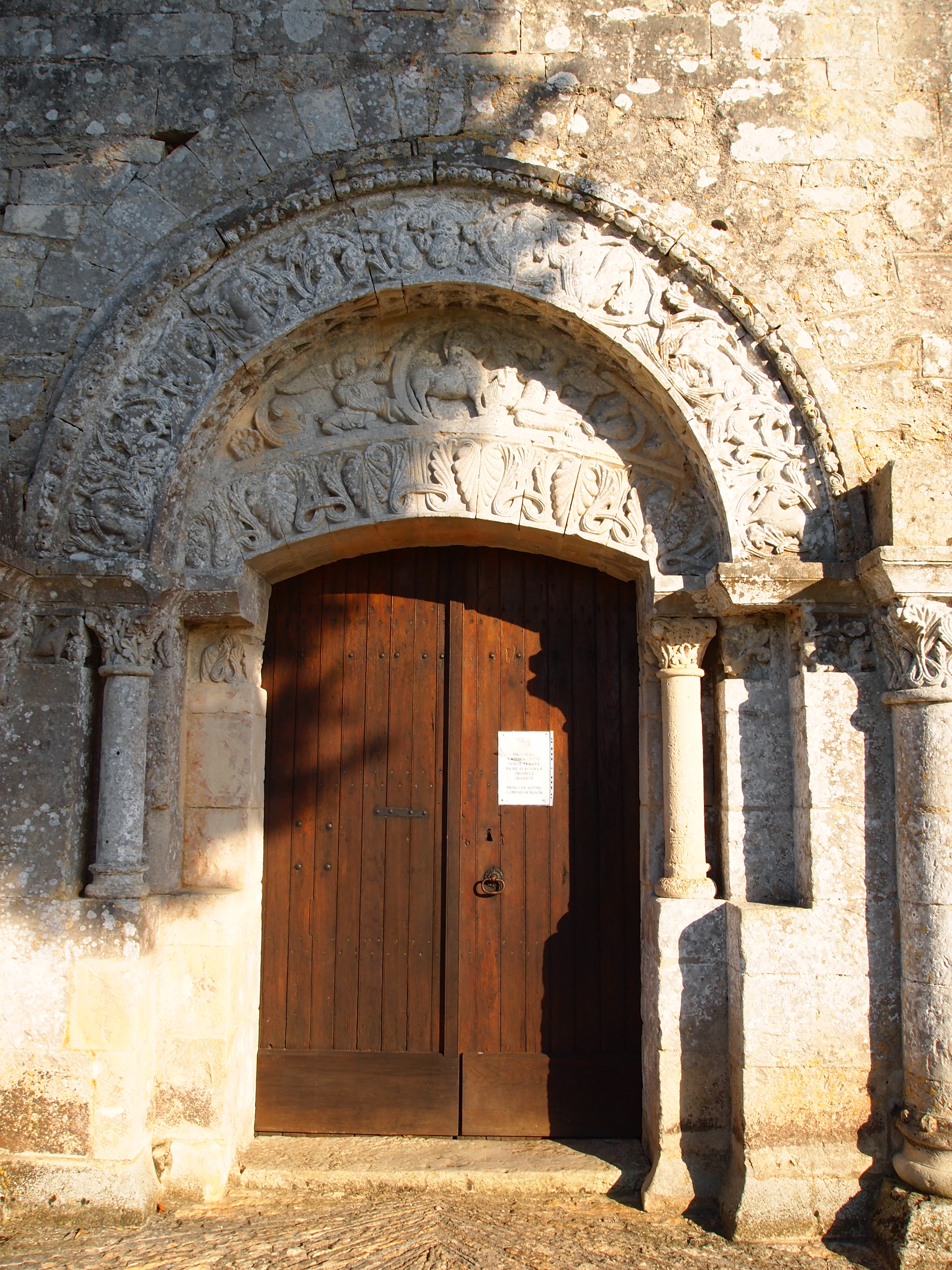
Le portail sculpté.
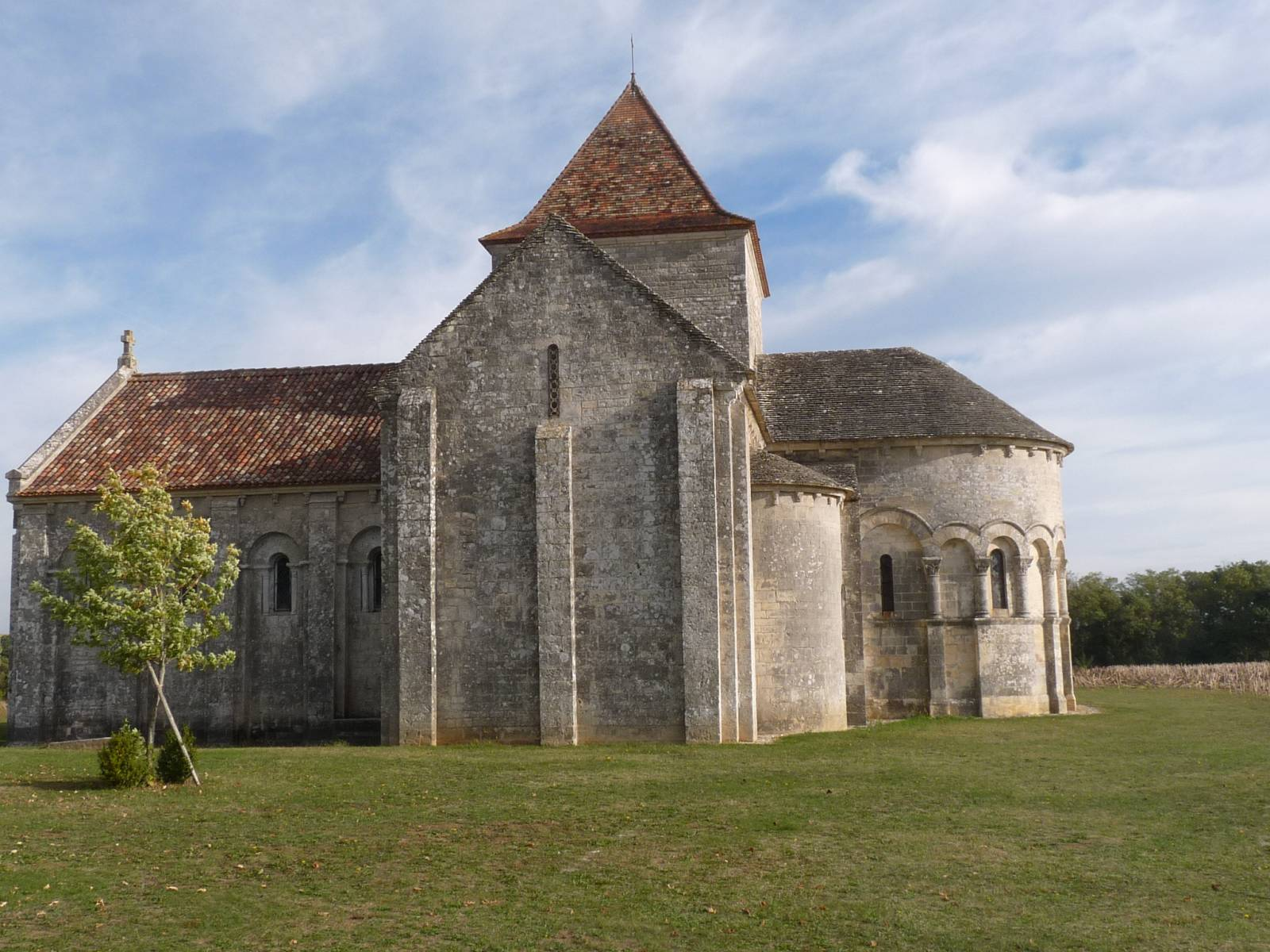
Vue latérale.
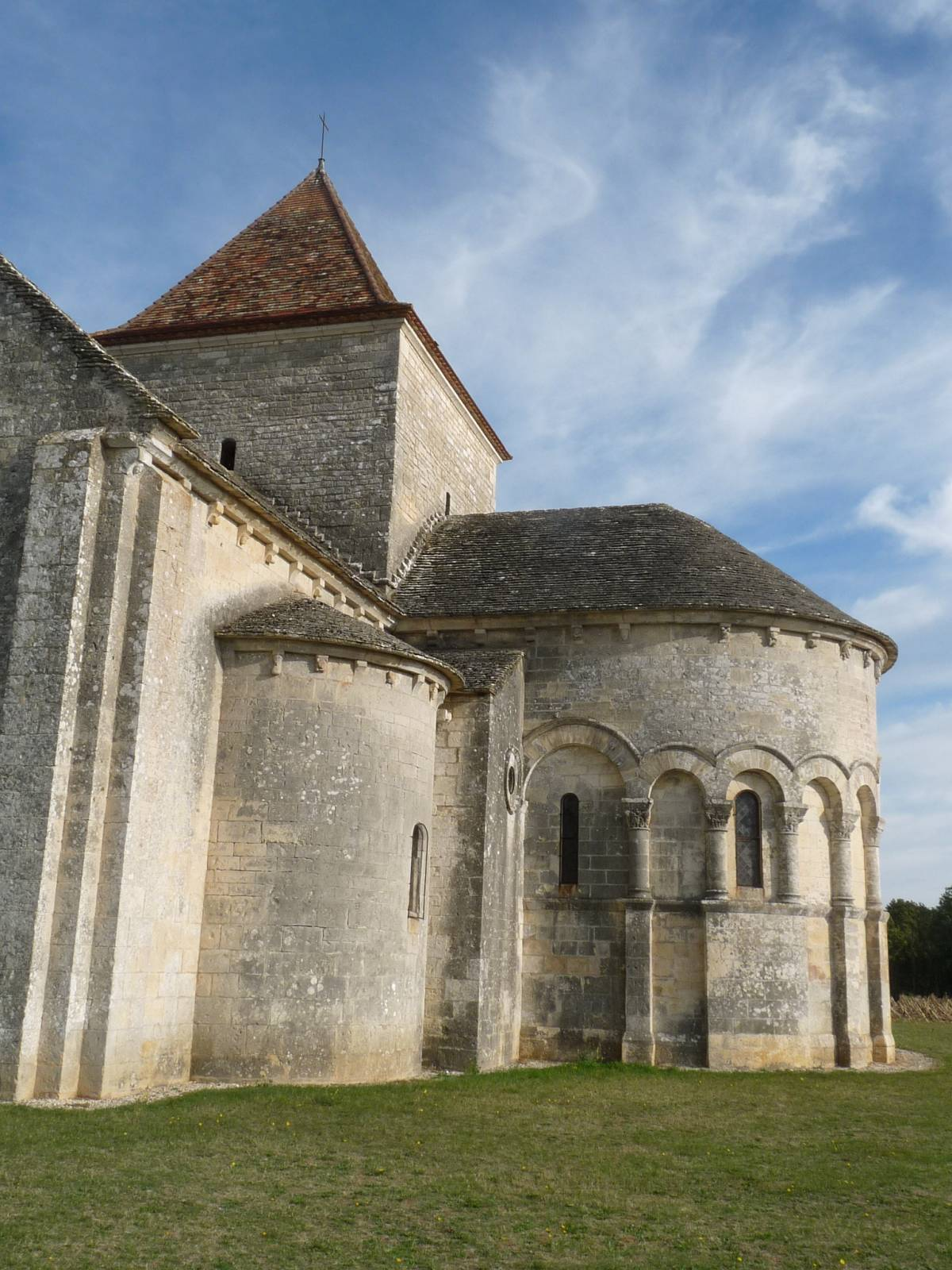
Le chevet.
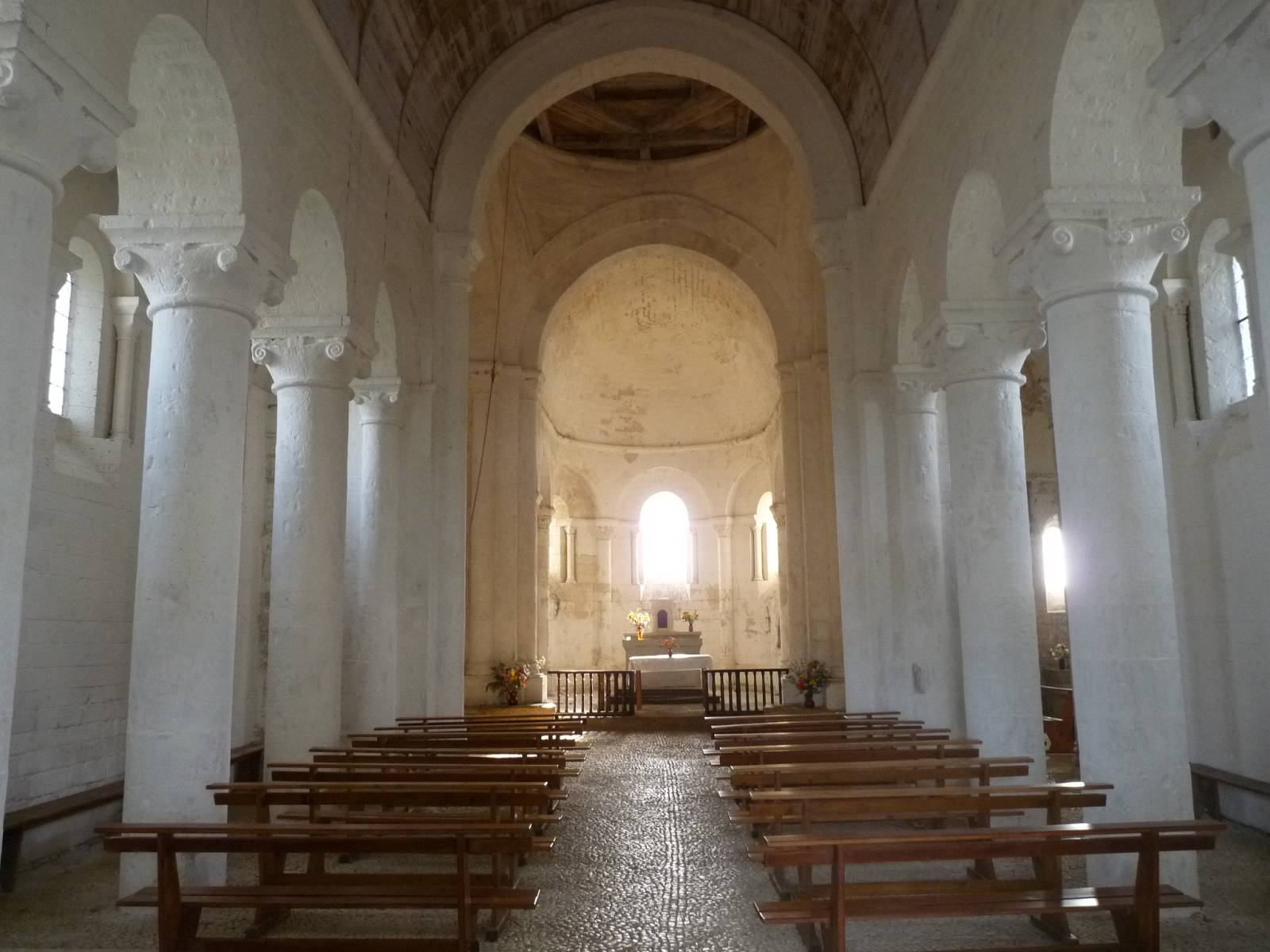
La nef.
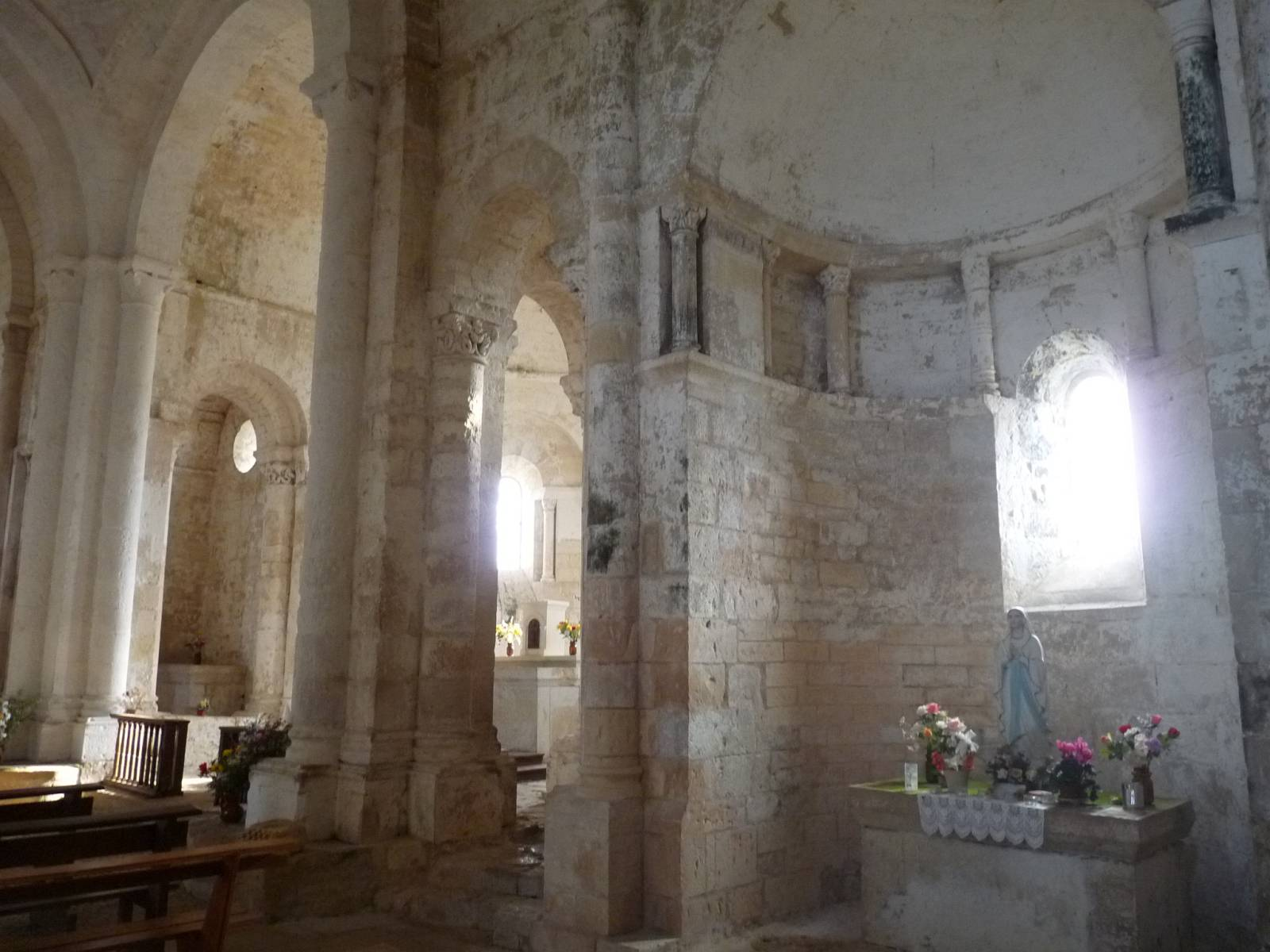
Le chœur.

### Sources et bibliographie
- Laurence Cabrero-Ravel, « L'ancienne église-priorale Saint-Denis de Lichères », in Congrès archéologique de France, 1995, p. 267-278, (lire en ligne).